# Exorista fraterna
Exorista fraterna là một loài ruồi trong họ Tachinidae.